# 877
| Calendário gregoriano                                                        | 877 DCCCLXXVII                                       |
| Ab urbe condita                                                              | 1630                                                 |
| Calendário arménio                                                           | 326 – 327                                            |
| Calendário bahá'í                                                            | -967 – -966                                          |
| Calendário budista                                                           | 1421                                                 |
| Calendário chinês                                                            | 3573 – 3574 Início a 20 de janeiro (aproximadamente) |
| Calendário copta                                                             | 593 – 594                                            |
| Calendário etíope                                                            | 869 – 870                                            |
| Calendários hindus - Vikram Samvat - Calendário nacional indiano - Cáli Iuga | 932 – 933 798 – 799 3977 – 3978                      |
| Calendário Holoceno                                                          | 10877                                                |
| Calendário islâmico                                                          | 263 – 264                                            |
| Calendário judaico                                                           | 4637 – 4638                                          |
| Calendário persa                                                             | 255 – 256                                            |
| Calendário rúnico                                                            | 1127                                                 |
| Calendário solar tailandês                                                   | 1420                                                 |

877 (DCCCLXXVII, na numeração romana) foi um ano comum do século IX do Calendário Juliano, da Era de Cristo, teve início a uma terça-feira e terminou também a uma terça-feira e a sua letra dominical foi F (52 semanas).
No território que viria a ser o reino de Portugal estava em vigor a Era de César que já contava 915 anos.
| Ano completo                       |
| ---------------------------------- |
| Ano comum com início à terça-feira |

## Eventos
- Luís II sucede a Carlos II como Rei de França

## Mortes
- Carlos, o Calvo, Imperador Romano-Germânico e rei dos Francos ocidentais (n. 823)